# シマノ・Claris
Claris（クラリス）は、シマノが開発・販売するロードバイク用コンポーネントのグレード名である。シマノ 2300の後継モデルとして2013年3月に発表された。

## 概要
Clarisは、シマノのロードバイク用コンポーネントのラインナップにおいて、SORAの下位、Tourney A070の上位に位置づけられるエントリーモデルである。主に初心者や、レース志向ではないサイクリストをターゲットとしており、簡単なスポーツ走行、ロングツーリング、街乗り、通勤といった幅広い用途に対応することを目指して開発されている。名称は「Clarity（クラリティー：明快さ、透明さ）」を語源とする造語であり、シンプルでクリーンなデザインを表現している。

手頃な価格帯の完成車に標準装備されることが多く、耐久性とコストパフォーマンスに優れる一方で、上位グレードと比較すると重量や変速性能といった点で差があるとされる。

## 沿革

### 2400シリーズ
2013年に、前身である2300シリーズからフルモデルチェンジを果たし、「Claris」という名称が与えられた最初のモデル。品番は2400番台で展開された。
このシリーズの大きな特徴は、上位グレードと同様のデュアルコントロールレバーが採用された点にある。親指で操作するリリースレバーがあった2300シリーズから、ブレーキレバーを内側に倒して変速する方式に変更され、操作性が大幅に向上した。また、2300シリーズには設定のなかったキャリパーブレーキ、スプロケット、前後ハブもラインナップに追加され、グループセットとしての統一性が図られた。このシリーズから、ドロップハンドル用コンポーネントだけでなく、フラットバーロード用にラピッドファイヤープラスのシフトレバーとブレーキレバーも用意された。

### R2000シリーズ
2017年4月に発表された2代目のClaris。品番はR2000番台。このモデルチェンジでは、上位グレードのデザインと技術が多く取り入れられ、外観と性能が大幅に向上した。主な変更点は以下の通りである。
4アームクランク
上位グレードと同様の4アームデザインとなり、剛性の向上と軽量化が図られた。ボトムブラケットはオクタリンク式から、より剛性の高い2ピースクランク構造のホローテック2タイプとなった。
ワイヤー内装式デュアルコントロールレバー
従来はレバー側面から露出していたシフトワイヤーがハンドルバーに沿って内装される形式となり、ハンドル周りがすっきりとした外観になった。
ロングアームフロントディレイラー
フロントディレイラーのアームが長くなり、よりスムーズで軽い力での変速が可能になった。

## 技術的特徴と互換性
Clarisは、現行のシマノのロードバイク用コンポーネントとしては唯一のリア8段変速を採用している。そのため、6速や7速のコンポーネントと一部パーツの互換性があり、旧式の自転車の修理やカスタムにも利用しやすいという特徴を持つ。
一方で、世代間での互換性には注意が必要である。特にR2000シリーズへのモデルチェンジに伴い、フロントディレイラーの設計が大きく変更されたため、2400シリーズのデュアルコントロールレバーとR2000シリーズのフロントディレイラーに互換性は無い。リアディレイラーについては、ワイヤーの引き幅が同じであるため世代間の互換性は維持されている。ブレーキシステムに関しては、標準的なサイドプル式のキャリパーブレーキであり、各世代や上位グレードとも互換性がある。

## ラインナップ（R2000シリーズ）
以下は、現行のR2000シリーズの主なコンポーネントである。
- デュアルコントロールレバー (ST-R2000/R2030)
- ブレーキレバー (BL-R2000)
- フロントディレイラー (FD-R2000/R2030)
- リアディレイラー (RD-R2000-SS/GS)
- クランクセット (FC-R2000/R2030)
- カセットスプロケット (CS-HG50-8)
- ブレーキキャリパー (BR-R2000)
- フロントハブ (HB-RS300)
- リアハブ (FH-RS300)
- フラットバー用シフター (SL-R2000/R2030)
- フラットバー用ブレーキレバー (BL-RS200)